# Партія економічного відродження
Партія економічного відродження (ПЕВ) — політична партія, що існувала в Україні у 1992—2003 роки, була представлена у Верховній Раді України у 1994—1998 роки.

## Історія
Партія економічного відродження була створена 1 листопада 1992 року під назвою Партія економічного відродження Криму (ПЕВК). Згідно з тодішньою назвою одним з головних програмних положень був федеративний устрій України з широкими правами Криму, у тому числі з подвійним громадянством. Співголовами партії були обрані кримські політики Володимир Шевйов, Володимир Єгудін та Євген Копиленко. Офіційно зареєстровна ПЕВК була 11 березня 1993 року.
На парламентських виборах 1994 року суто регіональній ПЕВК вдалося провести до Верховної Ради України одного свого представника — Володимира Єгудіна. Щодо місцевої політики, то до складу Верховної Ради Криму були обрані лише два члени ПЕВК — Володимир Шевйов та Анушаван Данелян. Попри такої малої чисельної ваги останній став заступником Голови кримського парламенту (до вотуму недовіри 18 вересня 1996 року).
У грудні 1995 року ПЕВК змінила свою назву на Партія економічного відродження, зробивши таким чином важливий крок до всеукраїнської діяльності.
У парламентських виборах 1998 року ПЕВ брала участь як складова частина виборчого блоку партій «Блок Демократичних партій — НЕП (народовладдя, економіка, порядок)», який до Верховної Ради не потрапив, бо при бар'єрі в 4,00 % голосів виборців отримав лише 1,22 %. В одномандатних округах перемоги теж здобуто не було і ПЕВ втратила своє парламентське представництво.
Після багатьох корупційних скандалів, лідери партії Володимир Шевйов та Анушаван Данелян у 1998 році залишили Україну і переїхали до Вірменії. Перший змінив своє прізвище на Гаспарян, а другий — на Данієлян. Потім він навіть став Прем'єр-міністром Нагорно-Карабахської Республіки (30 червня 1999 — 14 вересня 2007).
Парламентські вибори 2002 року ПЕВ проіґнорувала і остаточно втратила свій вплив на державній політичній арені.
Через невідповідальсть нормам українського законодавства Міністерство юстиції України 27 червня 2003 року анулювало реєстрацію ПЕВ.